# Anastasia Pagonis
Anastasia Pagonis (Long Island, Nova York, 2 de maig de 2004) és una nadadora paralímpica estatunidenca.
Cega d'ençà de l'edat de 14 anys, va guanyar una medalla d'or el 29 d'agost de 2021, amb 17 anys, als Jocs Paralímpics d'estiu de 2020 a Tòquio. Pagonis té el rècord dels Estats Units i del Món pel que fa a aquesta prova.
La nadadora que té gran presència a les xarxes socials amb el seu gos guia, Radar, intenta sensibilitzar l'opinió pública als problemes de la discapacitat visual. El seu compte TikTok compta amb més de 2 milions de seguidors.